# Meruzalka chloupkatá

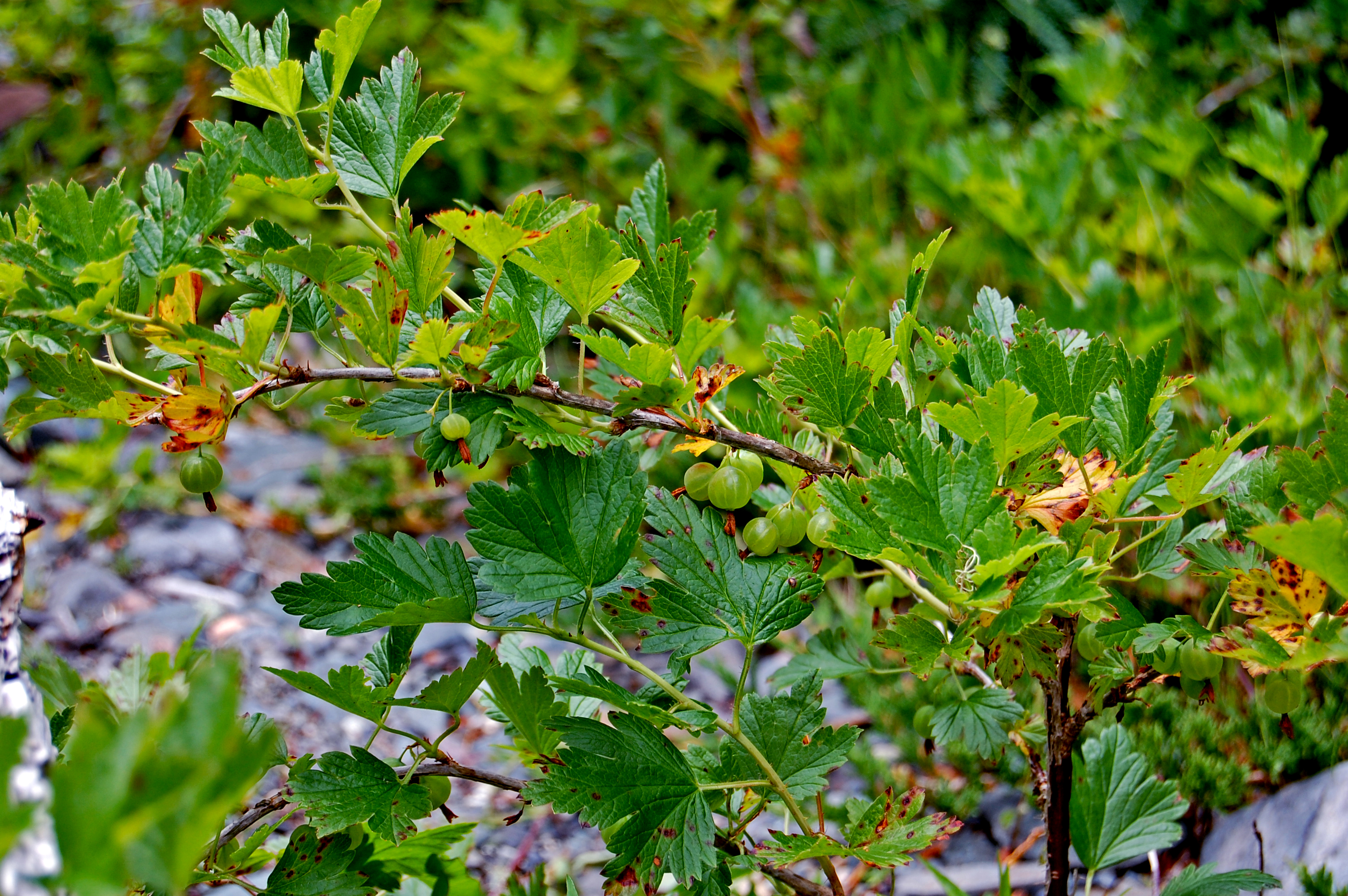
Plody a trny

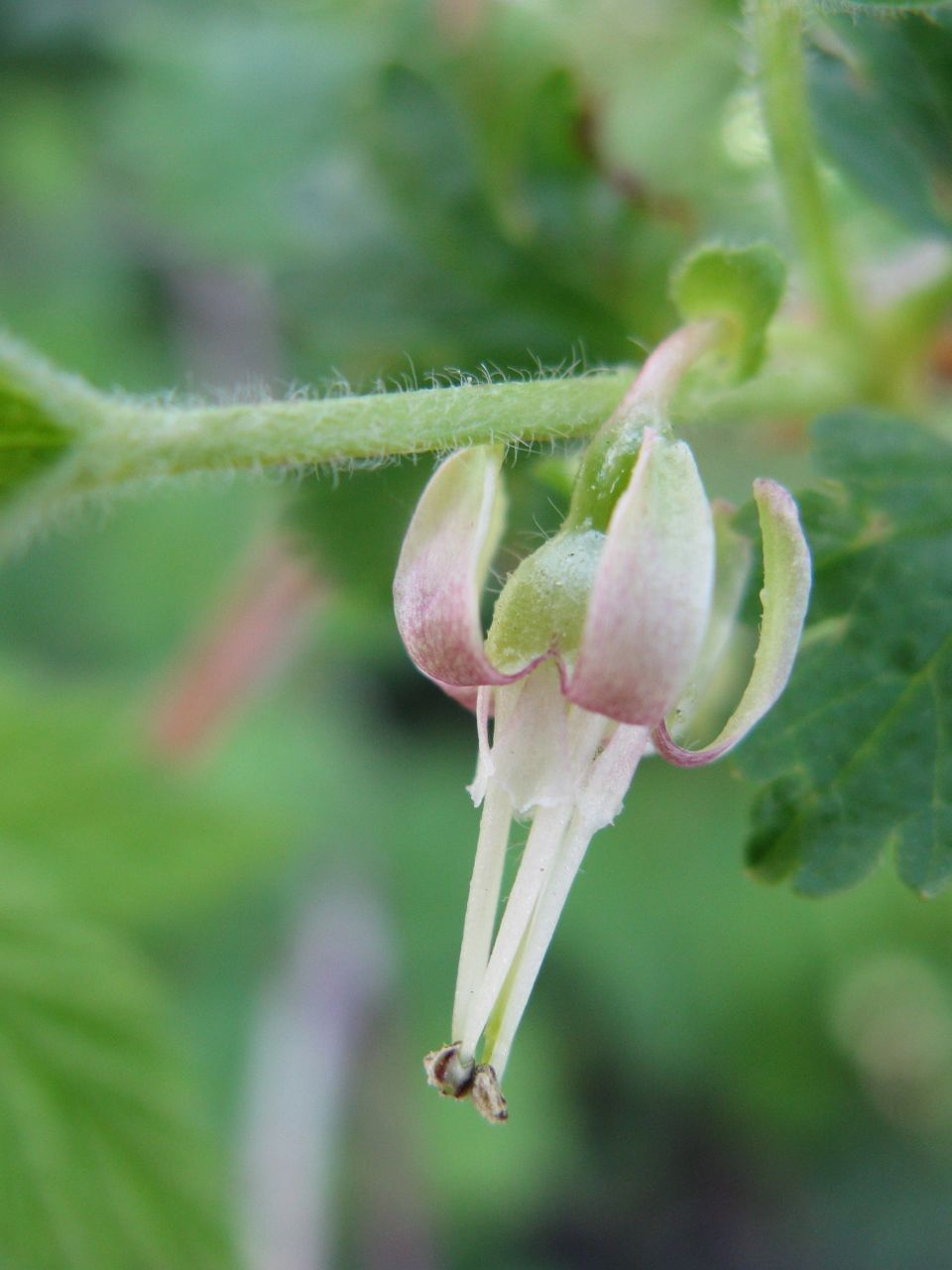
Květ

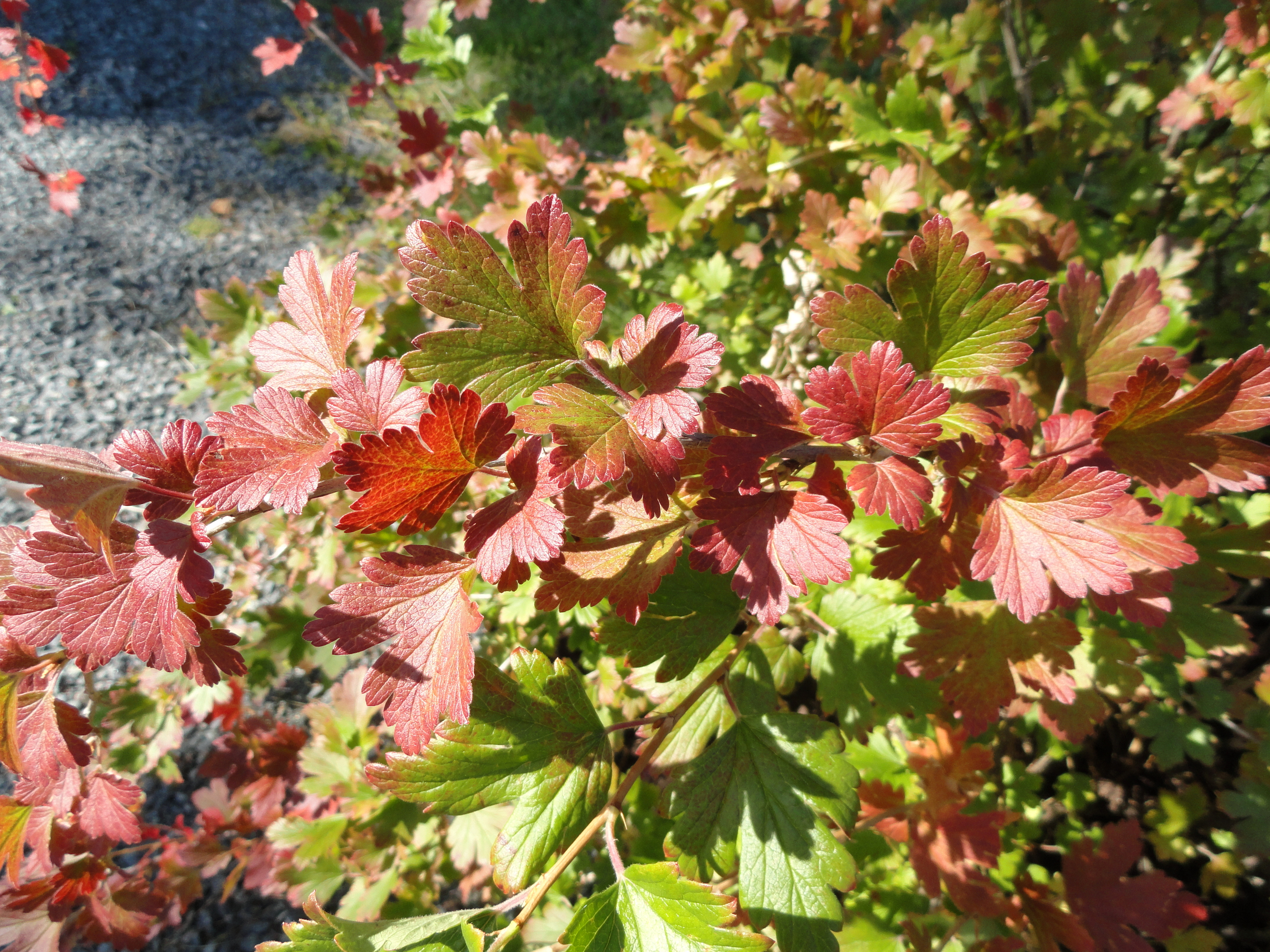
Listy

Meruzalka chloupkatá (Ribes hirtellum) je keř s opadavými listy plodící dužnaté bobule veliké okolo 1 cm. Je původní druh pocházející ze severních území na východě Severní Ameriky, kde zhusta roste na území dostatečně zásobené vláhou. Poživatelné plody jsou bez trnů i chloupků a konzumují se přímo z keře nebo se používají tepelně upravené. Chutí i morfologií lze tento druh přirovnat k v Česku rostoucí srstce angreštu.

## Rozšíření
Vyskytuje se na velké rozloze Kanady, od provincie Alberty na západě přes Saskatchewan, Manitobu, Ontario a Québec až po rozlohou menší provincie na východě. Ve Spojených státech sahá jeho areál od státu Maine západním směrem k Severní a Jižní Dakotě a na jih po spojnici mezi Nebraskou a Západní Virginií.

## Ekologie
Dřevina zpravidla roste na rašeliništích, slatiništích, loukách a polích, na březích řek či jezer, nebo na okrajích mokřadů a bažin. Preferuje plné slunce a vlhké, ale dobře odvodněné půdy. Jen ojediněle se vyskytuje ve světlých lesích, kde také prokazuje svou toleranci vůči zastínění. Obvykle má stanoviště na půdách bohatých na živiny, ale může růst i ve vápencových štěrcích a na skalnatých lokalitách s bazickými substráty. Je rostlinou mírného pásma a neprospívá jí, když je v okolí přílišné teplo, byť má k dispozici dostatek vláhy. Přirozeně vyrůstá až do nadmořské výšky 2200 m n. m., kde horku uniká. Květy rozkvétají v květnu a červnu, plody dozrávají v červenci a srpnu. Rostlina je mrazu odolná, dobře zakořeněná snese i teploty blízké -20 °C. Počet chromozomů 2n = 16, stupeň ploidie x = 2.

## Popis
Keř roste rozložitě nebo vzpřímeně, je opadavý a vyrůstá do výšky 1 m. Jeho kůra je zprvu zelená a později našedlá či červenohnědá. Mladé, ještě zelené větvičky mají internodia porostlá roztroušenými štětinovitými trny, které po prvém roce s vnější kůrou opadají. Střední a horní mezičlánky kvetoucích a plodících stonků již trny obvykle postrádají, ale ve spodních může být ještě roztroušeně přítomno několik drobných trnů. V uzlinách stonků vyrůstají jeden až tři nepříliš ostré trny dlouhé od 3 do 8 mm. Vnější, prvotní vrstva kůry se u dozrávajících stonků odlupuje a opadává spolu s případnými štětinovitými trny, odhaluje tak trvalou, šedou či červenohnědou kůru. Pupeny na větvičkách bývají červenohnědé, jsou ostře zakončené a mívají asi šest šupin.
Listy s řapíky dlouhými 1 až 3 cm vyrůstají střídavě, jsou jednoduché, dlanitě laločnaté. Listová čepel dlouhá 2,5 až 6 cm je u báze klínovitá až mírně srdčitá, svrchní plochu mívá tmavě zelenou, lysou či jen slabě chlupatou a spodní silně chlupatou s roztroušenými žláznatými chlupy. Čepel mívá tři až pět laloků hlubokých méně než do poloviny spodního žebra, laloky bývají podlouhle až zaoblené, mají tupé vrcholy a po okraji jsou hrubě zubaté. Na podzim před opadem hnědnou až červenají.
Květy jsou oboupohlavné, převislé, světle zelenožluté až nafialovělé a dlouhé 6 až 9 mm. Vyrůstají jednotlivě nebo nejvýše ve čtyřčetných axiálních hroznech z paždí listů. Květ je vejčitý, má až 5 mm dlouhou stopku, 2mm brvitý listen a trubkovitou, zelenožlutou či purpurově zabarvenou češuli.
Kalich bývá trubkovitý až zvonkovitý, dlouhý je 6 až 9 mm, má pět krátkých, úzkých, zelenobílých až žlutavě bílých laloků, které se nepřekrývají a jsou zpočátku vzpřímené a později se ohýbají směrem ven. Korunních lístků je také pět, jsou malé, bílé až nafialovělé, nejsou srostlé a vyrůstají mezi lístky kališními. Pět tyčinek je seřazeno mezi kališními lístky, jsou dvakrát delší než lístky korunní, vyčnívají z květu ven a nesou oválné prašníky krémové barvy. Pestík s lysým, spodním semeníkem má dvě, z pola srostlé čnělky dlouhé jako tyčinky, češule se stává součásti plodu. Opylení nejčastěji zajišťují čmeláci a samotářské včely. Květy jsou samosprašné, opylení cizím pylem však zlepšuje výnos ovoce.
Plod je převislý shluk až čtyř jedlých kulovitých bobulí, jež bývají zelené až purpurově červené, šťavnaté a chuťově mírně nakyslé (botanicky jde o nepravou bobuli, vzniklou ze spodního semeníku). Bobule je velká v průměru 8 až 12 mm, na povrchu je hladká, někdy mívá světle zelené svislé pruhy a na konci má hnědý, zaschlý pozůstatek po vytrvalém kalichu. Je masitá, šťavnatá a obsahuje tvrdá semena.

## Rozmnožování
Dřevina bývá uměle rozmnožována semeny, která se brzy po dozrání plodů vysejí do studeného pařeniště. Pro zdárné vyklíčení vyžaduje semeno obvykle studenou stratifikaci při teplotě 0 až 9 °C po dobu čtyř až pěti měsíců. V suchu uskladněná semena si podržují klíčivost i sedmnáct a více let. Semena přirozeně po krajině rozptylují v trusu zvířata konzumující zralé plody.
Vegetativní rozmnožování se provádí pomoci řízků z větviček z polovyzrálého dřeva, dlouhých 10 až 15 cm a zakončených patkou starého dřeva. Řízky se odebírají na podzim a sázejí na chráněný záhon nebo do studeného pařeniště.

## Význam
Plody meruzalky chloupkaté jsou drobné ovoce s hladkou slupkou a dužinou s příjemnou, nakyslou chutí. Používají se syrové nebo tepelně upravené, jako náplň do koláčů nebo se z  nich zhotovují marmelády, džemy či zavařeniny. Ovoce lze také sušit pro pozdější použití. Při sběru plodů má tento druh výhodu, že části keře nesoucí plody jsou převážně bez trnů.
Druh je blízce příbuzný evropské srstce angreštu (Ribes uva-crispa) a severoamerické meruzalce hlohotrné (Ribes oxyacanthoides). Bývá také jedním z rodičů používaných při šlechtění nových kultivarů amerických angreštů odolných vůči houbovitým chorobám.
Keř je vhodné každoročně prořezat koncem zimy nebo v brzkém jaře. Doporučuje se odstranit nemocné či poškozené větve a umožnit, aby se keř otevřel slunečnímu svitu a rostl v požadovaném tvaru. Navíc lze takto i zúročit zkušenost, že mladší větve produkují nejvíce ovoce.